# آلاء (اسم)
آلاء هو اسم علم مؤنث من أصل عربي، وجاء الاسم على صيغة الجمع، ومعناه هو النعم التي لا تحصى.

## الأصل اللغوي
كلمة آلاء من المصدر ألا، وقد وردت كلمة آلاء في القرآن الكريم 34 مرة. 31 مرة في سورة الرحمن، تقول الآية: ﴿فَبِأَيِّ آلَاء رَبِّكُمَا تُكَذِّبَان﴾، ومرتان في سورة الاعراف ، منها قوله تعالى ﴿أَوَعَجِبْتُمْ أَنْ جَاءَكُمْ ذِكْرٌ مِنْ رَبِّكُمْ عَلَى رَجُلٍ مِنْكُمْ لِيُنْذِرَكُمْ وَاذْكُرُوا إِذْ جَعَلَكُمْ خُلَفَاءَ مِنْ بَعْدِ قَوْمِ نُوحٍ وَزَادَكُمْ فِي الْخَلْقِ بَسْطَةً فَاذْكُرُوا آلَاءَ اللَّهِ لَعَلَّكُمْ تُفْلِحُونَ ۝٦٩﴾ [الأعراف:69]، ومرة في سورة النجم، تقول الآية: ﴿فَبِأَيِّ آلَاءِ رَبِّكَ تَتَمَارَى ۝٥٥﴾ [النجم:55].